# Un disco per l'estate 1972
La nona edizione della manifestazione canora Un disco per l'estate iniziò alla radio il 16 aprile 1972.

## Prima fase (dal 16 aprile)
La prima fase di presentazione di tutte le canzoni partecipanti prosegue con una serie di trasmissioni quotidiane fino al 14 maggio.
È l'edizione record per numero di canzoni in gara che sono ben 64.
Ecco l'elenco definitivo dei partecipanti, in ordine alfabetico: in neretto i 28 promossi alle prime due serate di Saint Vincent, la sigla SF (Serata Finale) indica l'ulteriore promozione dei 14 finalisti.
- Alunni del Sole - Un ricordo (testo e musica di Paolo Morelli) - Produttori Associati
- Tony Astarita - Non mi aspettare questa sera  (testo di Salvatore Palomba e Nunzio Gallo; musica di Gianni Aterrano) - Zeus SF
- Umberto Balsamo - Se fossi diversa (testo di Cristiano Minellono; musica di Umberto Balsamo) - Las Vegas
- Orietta Berti - Stasera ti dico di no (testo di Daniele Pace e Mario Panzeri; musica di Corrado Conti e Gianni Argenio) - Polydor SF
- Fred Bongusto - Questo nostro grande amore (testo di Franco Califano; musica di Fred Bongusto) - Ri-Fi
- Camaleonti - Tempo d'inverno (testo di Adelio Cogliati; musica di Mike Logan e Roberto Giuliani) - CBS
- Goffredo Canarini - E mi piaceva (testo di Goffredo Canarini; musica di Mario Rapallo e Goffredo Canarini) - Joker
- Graziella Ciaiolo - Lontano vicino (testo di Alberto Testa; musica di Eros Sciorilli) - Fonit Cetra
- Ombretta Colli - Salvatore (testo di Vito Pallavicini; musica di Memo Remigi) - Carosello
- I Computers - Amore no (di testo di Claudio Daiano; musica di Gabriele Balducci) - Rare
- Tony Cucchiara - Malinconia (testo e musica di Tony Cucchiara) - Joker SF
- Lucio Dalla - Sulla rotta di Cristoforo Colombo (testo di Edoardo De Angelis; musica di Lucio Dalla) - RCA Italiana
- Tony Dallara - Mister amore (testo di Roberto Vecchioni; musica di Renato Pareti) - Telerecord
- Delia - Una donna sola al mare (testo di Bruno Lauzi; musica di Michelangelo e Carmelo La Bionda)- EMI Italiana
- Delirium - Haum! (testo di Ivano Fossati; musica di Oscar Prudente) - Fonit Cetra SF
- Riccardo Del Turco - Uno, nessuno (testo di Moreno Signorini e Franco Boldirni; musica di Giancarlo Bigazzi) - CGD
- Peppino Di Capri - Una catena d'oro (testo di Depsa; musica di Giuseppe Faiella e Mimmo Di Francia) - Splash
- Giulio Di Dio - Ultima notte d'estate (testo di Sandro Tuminelli; musica di Ezio Leoni) - Ri-Fi
- Dik Dik - Viaggio di un poeta (testo di Riccardo Zara e Maurizio Vandelli; musica di Maurizio Vandelli) - Dischi Ricordi SF
- Dominga - Guarda la città (testo di Guido Lamberti; musica di Pino Cappelletti) - Decca
- Sergio Endrigo - Angiolina (testo di Sergio Endrigo e Sergio Bardotti; musica di Sergio Endrigo) - Fonit Cetra
- Equipe 84 - Pullman (testo di Vito Pallavicini; musica di Giorgio Conte) - Dischi Ricordi
- Era di Acquario - Geraldine (testo di Roberto Marsala; musica di Giorgio Berni) - RCA Italiana
- Nino Fiore - Nemico d' 'o mare (testo di Renato Fiore; musica di Antonio Iglio e Mario Festa) - KappaO
- Piero Focaccia - Il sabato a ballare (testo di Bruno Lauzi; musica di Michelangelo e Carmelo la Bionda) - Rare
- Franco I - Vicolo di campagna (testo di Umberto Napolitano e Gilberto Ziglioli; musica di Umberto Napolitano e Franco Cassano) - Durium
- Ruggero Gatti - Per chi ama come noi (di testo di Giovanni Borzelli; musica di Walter Rizzati) - Beat Records Company
- Dori Ghezzi - Ma chi è che cos'è (testo di Gilberto Ziglioli; musica di Umberto Napolitano e Franco Cassano) - Durium
- I Giganti - Sono nel sogno verde di un vegetale (testo di Riccardo Pradella; Musica di Vermar) -  Ri-Fi
- Giovanna - Perché perché (testo di Alessandro Colombini e Luigi Albertelli; musica di Edoardo Bennato) - Ariston Records
- Gruppo 2001 - Messaggio (testo di Piero Salis e Virgilio Riccieri; musica di Lagunare e Piero Salis) - King SF
- Gloria Guida - L'uomo alla donna non può dire no (testo di Claudio Daiano; musica di Guido Maria Ferilli) CBS
- James Jotti - Mezzo agosto (testo di Vito Pallavicini; musica di James Jotti) - Dischi Ricordi
- Maurizio - Deserto (di testo di Eugenio Rondinella; musica di Gian Piero Reverberi) - Polydor
- Paolo Mengoli - Cento lacrime giù (testo di Vito Pallavicini e Aldo Valleroni; musica di Franco Tessandori e Marcello Ramoino) - Ariston Records
- Mario Merola - Passione eterna (testo di Vittorio Annona; musica di Enzo di Domenico ed Aurelio Fierro) - Arlecchino
- Gianni Morandi - Principessa (testo di Sergio Bardotti e Gianfranco Baldazzi; musica di Rosalino Cellamare) - RCA Italiana
- Mario Musella - Io l'amo di più (di Giampiero Scalamogna-Giacomo Simonelli) - BBB
- Paola Musiani - Passerà (testo di Maria Luisa Nobile e Rino Ballista; musica di Gino Peguri e Dino Siani) - Bentler
- Nada - Una chitarra e un'armonica (testo di Franco Migliacci; musica di Ansbach) - RCA Italiana SF
- Gianni Nazzaro - Quanto è bella lei (testo di Daniele Pace e Mario Panzeri; musica di Lorenzo Pilat) - CGD SF
- Nomadi - Io vagabondo (testo di Alberto Salerno; musica di Damiano Dattoli) - EMI Italiana SF
- Nuovi Angeli - Singapore (testo di Roberto Vecchioni; musica di Renato Pareti) - Polydor
- Gino Paoli - Non si vive in silenzio (testo di Gino Paoli e Vincenzo Ventre; musica di Gino Paoli e Paolo Sorgi) -  Durium
- Piero e i Cottonfields - Due delfini bianchi (testo di Luigi Albertelli; musica di Maurizio Fabrizio) - Joker
- Gianna Pindi - Militare non partire (testo di Giorgio Seren Gay, Domenico Serengay e Francesco Specchia; musica di Oronzo Leuzzi e Franco Zauli) - Kansas
- Romina Power - Nostalgia (testo di Salvatore Fabrizio; musica di Maurizio Fabrizio) - EMI Italiana
- Patty Pravo - Io (testo e musica di Giancarlo Bigazzi e Claudio Cavallaro) - Philips
- Mino Reitano - Stasera non si ride e non si balla (testo di Alberto Testa; musica di Mino Reitano) Durium SF
- Renato - Tu mi eri scoppiata nel cuore (testo di Marcello Zaninetti, Francesco Specchia e Miki Del Prete; musica di Ciro Dammicco) - Clan Celentano
- Tony Renis - Un uomo tra la folla (testo di Mogol; musica di Tony Renis - Numero Uno
- Guido Renzi - Così (testo di Guido Renzi e Raffaele Piccolo; musica di Alvaro Guglielmi e Roby Castiglione) - Vedette
- Ricchi e Poveri - Pomeriggio d'estate (testo di Carlo Nistri; musica di Claudio Mattone) - Fonit Cetra SF
- I Romans - Voglia di mare (testo di Ignazzo Polizzy Carbonelli e Bruno Pallesi; musica di Claudio Natili, Renato Martini e Mario Battaini) - Polaris
- Rosalino - Storia di due amici (testo di Umberto Donato e Gianfranco Baldazzi; musica di Lucio Dalla e Rosalino Cellamare) - It
- Rossano - Dove andiamo stasera (testo di Corrado Castellari; musica di Gianfranco Intra) - PDU
- Enrico Rossi - Sole su di noi (testo di Giovanni Borzelli; musica di Pipla) - CGO
- Stormy Six  - Sotto il bambù (testo di Mario Barbaja; musica di Franco Fabbri e Mario Barbaja) - Ariston Records
- Mario Tessuto - Un attimo del giorno (testo di Mogol; musica di Claudio Cavallaro) - Numero Uno
- Franco Tortora - Un, due, tre (testo di Claudio Daiano e Bruno Lauzi; musica di Enrico Ciacci ed Italo Janne) - Little Records
- Ornella Vanoni - Che barba amore mio (testo di Giorgio Calabrese, ma firmato da Vito Pallavicini; musica di Giorgio Conte) - Ariston Records SF
- I Vianella - Semo gente de borgata (testo di Franco Califano; musica di Marco Piacente) - Apollo SF
- Chiara Zago - Orecchini di corallo (testo di Corrado Lojacono; musica di Mario Coppola e Corrado Lojacono) - Imperial
- Iva Zanicchi - Nonostante lei (testo di Mogol e Alberto Testa; musica di Tony Renis) - Ri-Fi SF

## Fase eliminatoria (dal 15 al 18 maggio)
La fase eliminatoria si svolge alla radio dal 15 al 18 maggio. Le 64 canzoni in gara, nel corso di quattro trasmissioni in onda all'ora di pranzo sul Secondo Programma, presentate da Giancarlo Guardabassi, vengono sottoposte al voto delle giurie che selezionano le 28 canzoni finaliste per le serate finali di Saint Vincent. Moltissimi i "bocciati eccellenti": da Gianni Morandi, Patty Pravo e Sergio Endrigo, alla loro prima e unica partecipazione alla rassegna canora, a Camaleonti, Lucio Dalla, Equipe 84. Giganti, Romina Power, Tony Renis, Rosalino e la rivelazione dell'edizione 1969 Mario Tessuto.

## Le serate finali di Saint Vincent (15-16-17 giugno)
La diretta televisiva e radiofonica consiste in due serate eliminatorie in cui sono presentate 14 canzoni per sera, ed in una serata finale nella quale vengono riproposti i 7 brani più votati di ciascuna eliminatoria.
I presentatori di questa edizione sono Corrado e Gabriella Farinon, con ospite fisso Paolo Panelli (che si finge il sociologo "Pier Giorgio Barbini Barbetti" e lancia delle brevi e parodistiche inchieste filmate in cui interpreta tutti gli intervistati) e la partecipazione di Ciccio Ingrassia, Franco Franchi, Raffaella Carrà, Minnie Minoprio e Gino Cervi (quest'ultimo per promuovere quella che sarà la sua ultima serie televisiva de Le inchieste del Commissario Maigret, in onda alla fine dell'estate e Raffaella Carrà per presentare la sua lrima tournée Senzarespiro).
Per la prima volta, gli artisti nelle serate finali si esibiscono dal vivo, con l'accompagnamento dell'orchestra. La sede della manifestazione si sposta dal Casino de la Vallée al Salone delle Terme.
Il vincitore è Gianni Nazzaro con la canzone melodica Quanto è bella lei, che ebbe un buon successo di vendita, raggiungendo anche la prima posizione nella hit parade. Orietta Berti si classifica seconda con Stasera ti dico di no, lo stesso brano scartato pochi mesi prima dal Festival di Sanremo, prendendosi, quindi, una bella rivincita.
Tra gli altri pezzi partecipanti, ebbe un buon successo Haum dei Delirium, il cui cantante solista era Ivano Fossati. Altre canzoni che entrarono nelle classifiche di vendita furono Semo gente de borgata del duo I Vianella (che raggiunse anch'essa il primo posto in hit parade), Questo nostro grande amore di Fred Bongusto, Che barba amore mio di Ornella Vanoni, Voglia di mare de I Romans, Un ricordo degli Alunni del Sole, Due delfini bianchi di Piero e i Cottonfields (sicuramente il loro brano di maggior successo), Una catena d'oro di Peppino Di Capri, Non si vive in silenzio di Gino Paoli, Salvatore di Ombretta Colli, Angiolina di Sergio Endrigo, Sulla rotta di Cristoforo Colombo di Lucio Dalla, Sotto il bambù degli Stormy Six,  Viaggio di un poeta dei Dik Dik. 
Alcune altre canzoni ebbero un successo solo radiofonico, non di vendita: Tempo d'inverno eseguita dai Camaleonti; Io, cantata da Patty Pravo; Storia di due amici, brano di Rosalino (oggi Ron), con testo di Umberto Donato, poeta di Pizzo Calabro. Rosalino è anche autore di Principessa, canzone presentata da Gianni Morandi, che non riscuoterà molto successo in Italia ma verrà incisa in svedese da Annifrid Lyngstad, futura componente degli ABBA, con il titolo Ska Man Skratta Eller Gråta, e nel 1996 anche da Angelo Branduardi.

## Classifica dei finalisti
1. Gianni Nazzaro - Quanto è bella lei (testo di Daniele Pace e Mario Panzeri; musica di Lorenzo Pilat) CGD
2. Orietta Berti - Stasera ti dico di no (testo di Daniele Pace e Mario Panzeri; musica di Corrado Conti e Gianni Argenio) Polydor
3. I Vianella: Semo gente de borgata (testo di Franco Califano; musica di Marco Piacente) Apollo
4. Tony Astarita: Non mi aspettare questa sera (testo di Salvatore Palomba e Nunzio Gallo; musica di Gianni Aterrano) Zeus
5. Ornella Vanoni: Che barba amore mio (testo di Vito Pallavicini; musica di Giorgio Conte) Ariston Records
6. Gruppo 2001: Messaggio (testo di Piero Salis; musica di Lagunare e Piero Salis) King
7. Delirium: Haum (testo di Ivano Fossati; musica di Oscar Prudente) Fonit Cetra
8. Mino Reitano: Stasera non si ride e non si balla (testo di Alberto Testa; musica di Mino Reitano) Durium
9. Iva Zanicchi: Nonostante lei (testo di Mogol e Alberto Testa; musica di Tony Renis) Ri-Fi
10. Dik Dik: Viaggio di un poeta (testo di Riccardo Zara e Maurizio Vandelli; musica di Maurizio Vandelli) Dischi Ricordi
11. Nada: Una chitarra e un'armonica (testo di Franco Migliacci; musica di Ansbach) RCA Italiana
12. Tony Cucchiara: Malinconia (testo e musica di Tony Cucchiara) Joker
13. Nomadi: Io vagabondo (testo di Alberto Salerno; musica di Damiano Dattoli) EMI Italiana
14. Ricchi e Poveri: Pomeriggio d'estate (testo di Carlo Nistri; musica di Claudio Mattone) Fonit Cetra

## Vetrina di un disco per l'estate
Le 28 canzoni finaliste tornano alla radio più volte al giorno a rotazione, dal 18 giugno ai primi giorni di settembre, negli appositi spazi intitolati "Vetrina di un disco per l'estate". 